# Wolfwil
Wolfwil (toponimo tedesco) è un comune svizzero di 2 081 abitanti del Canton Soletta, nel distretto di Gäu.